# Dulce Chacón
Dulce Chacón (Zafra, Badajoz, 3 de juny de 1954 - Madrid, 3 de desembre de 2003), fou una escriptora i poeta extremenya.
Nasqué en el si d'una família tradicional, però més tard els seus ideals d'esquerres la van dur a intentar desempolsar els arxius de les execucions durant el franquisme o a oposar-se a la invasió de l'Iraq del 2003.
Quan tenia 12 anys, el seu pare va morir. La mare es va endur la família a Madrid, i Dulce i la seva germana bessona van anar a un internat, on va començar a escriure poesia per tal de fugir dels traumàtics canvis de la seva vida.
A l'octubre del 2003, li va ser diagnosticat un càncer en estat avançat. Moria el 3 de desembre del 2003. Deixava el seu marit, Miguel Ángel, i dos fills.

## Premis
- Premi de Poesía Ciudad d'Irún, per Contra el desprestigio de la altura, 1995
- XXIV Premi Azorín, per Cielos de barro, 2000
- Premi Libro del Año 2002, per La voz Dormida

### Poesia
- Querrán ponerle nombre (1992)
- Las palabras de la piedra (1993)
- Contra el desprestigio de la altura (1995)
- Matar al ángel (1999)
- Cuatro gotas (2003)

### Novel·la
- Algún amor que no mate (1996)
- Blanca vuela mañana
- Háblame, musa, de aquel varón (1998)
- Cielos de barro (2000)
- La voz dormida (2002)

### Teatre
- Algún amor que no mate
- Segunda mano, 1998

### Altres
- Te querré hasta la muerte, 2003, pp. 61-64. Contes